# Bondaroy
Bondaroy ist eine französische Gemeinde mit 414 Einwohnern (Stand: 1. Januar 2022) im Département Loiret in der Region Centre-Val de Loire. Sie gehört zum Kanton Le Malesherbois und zum Arrondissement Pithiviers. 
Sie liegt an der Essonne und grenzt im Norden an Marsainvilliers, im Osten an Estouy, im Süden an Dadonville und im Westen an Pithiviers.

## Bevölkerungsentwicklung
| Jahr      | 1962 | 1968 | 1975 | 1982 | 1990 | 1999 | 2008 | 2019 |
| --------- | ---- | ---- | ---- | ---- | ---- | ---- | ---- | ---- |
| Einwohner | 265  | 271  | 316  | 323  | 347  | 361  | 391  | 413  |

## Sehenswürdigkeiten
- Kirche Saint-Martin-le-Seul aus dem 10. Jahrhundert, Monument historique[1]
- Herrenhaus von Bondaroy, genannt Manoir de La Taille; der Dichter und Dramatiker Jean de La Taille kam dort um 1535 zur Welt

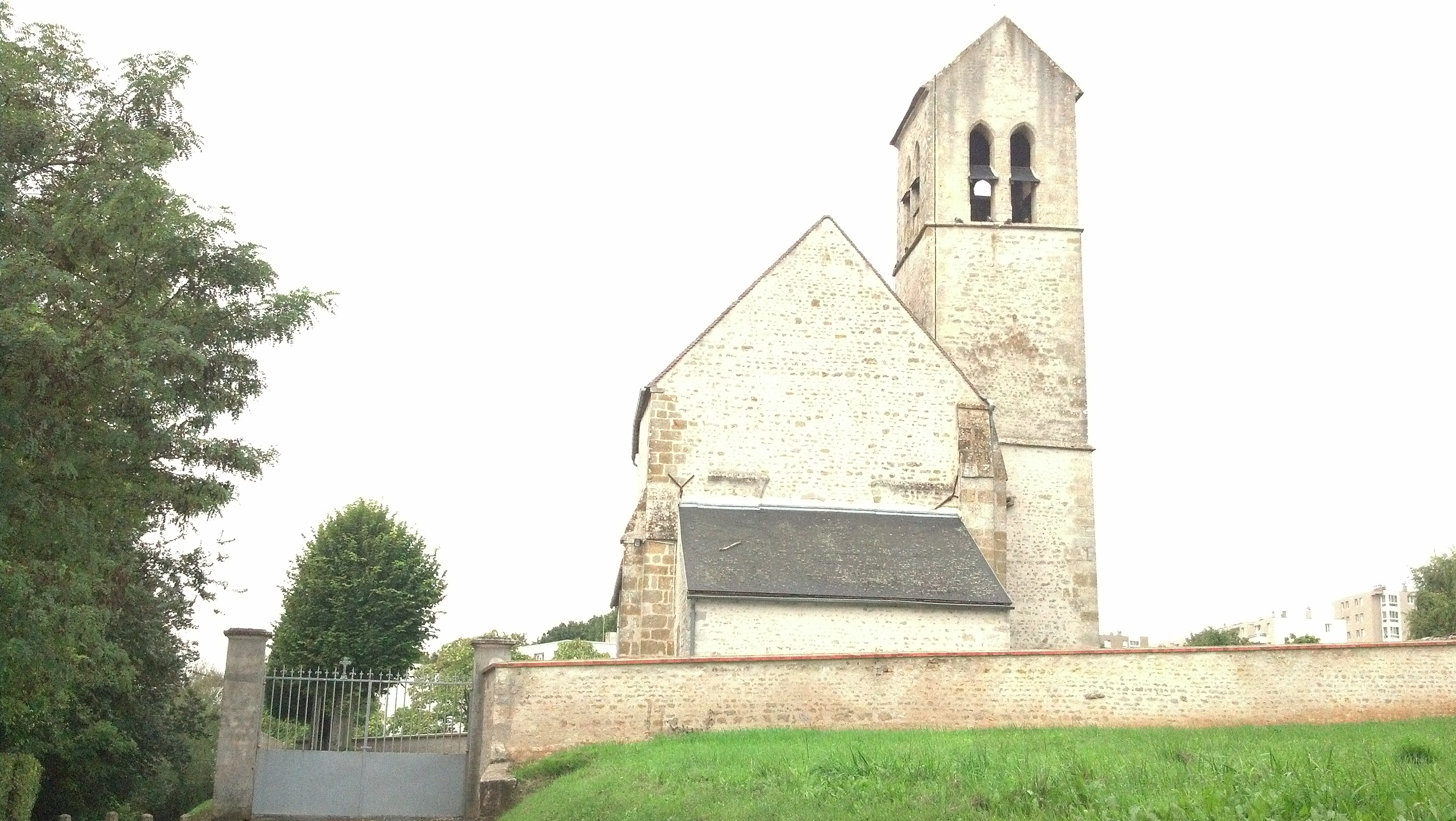
Kirche Saint-Martin-le-Seul
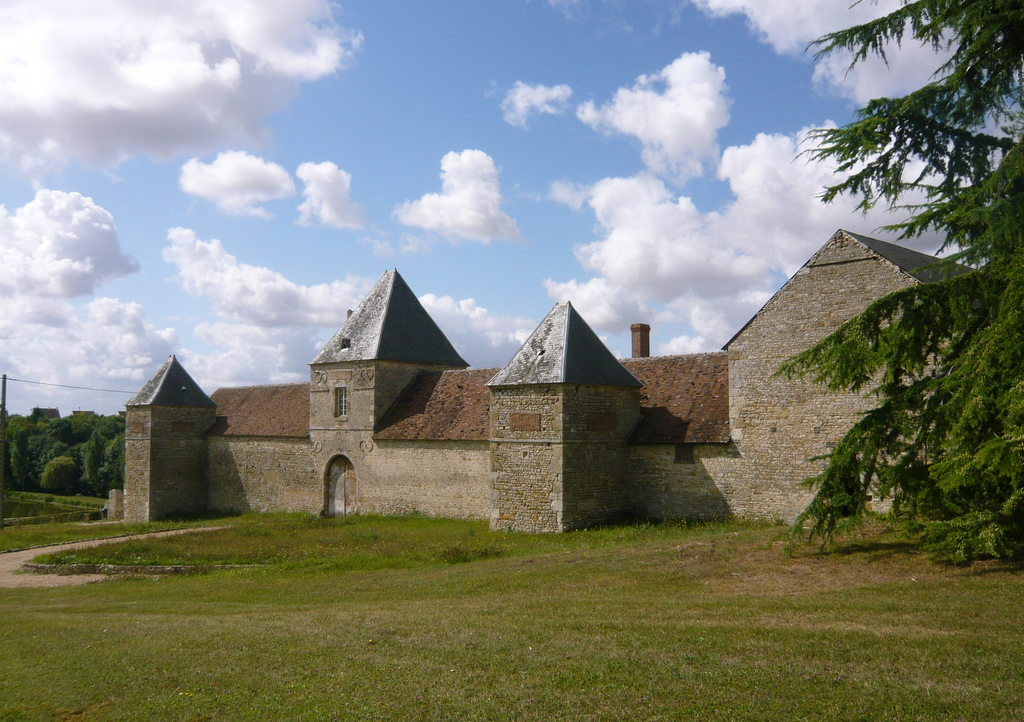
Herrenhaus von Bondaroy